# Takuya Murayama
Takuya Murayama (jap. 村山拓哉 Murayama Takuya; ur. 8 sierpnia 1989 w Osace) − japoński piłkarz grający na pozycji pomocnika. Seniorską karierę rozpoczynał w Hannan University, z którego przeszedł w 2012 roku do trzecioligowej Gwardii Koszalin. Następnie przez 2,5 roku reprezentował barwy ekstraklasowej Pogoni Szczecin. Obecnie występuje w tajskim klubie Ratchaburi FC.

## Statystyki kariery

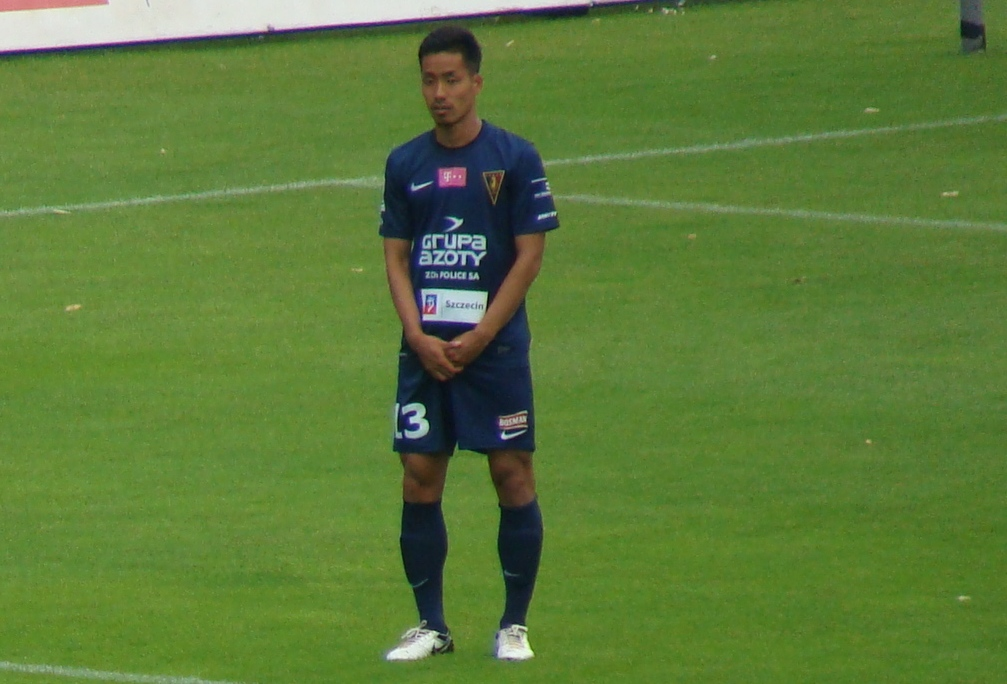
Takuya Murayama podczas meczu Pogoń Szczecin - Werder Brema

Stan na 19 grudnia 2015
| Klub              | Sezon             | Liga                | Liga  | Liga   | Puchar | Puchar | Suma  | Suma   |
| Klub              | Sezon             | Liga                | Mecze | Bramki | Mecze  | Bramki | Mecze | Bramki |
| ----------------- | ----------------- | ------------------- | ----- | ------ | ------ | ------ | ----- | ------ |
| Gwardia Koszalin  | 2012/13 (j.)      | III liga            | 15    | 5      | 0      | 0      | 15    | 5      |
| Pogoń Szczecin    | 2012/13 (w.)      | Ekstraklasa         | 13    | 0      | 0      | 0      | 13    | 0      |
| Pogoń Szczecin    | 2013/14           | Ekstraklasa         | 35    | 4      | 1      | 0      | 36    | 4      |
| Pogoń Szczecin    | 2014/15           | Ekstraklasa         | 17    | 5      | 2      | 0      | 19    | 5      |
| Pogoń Szczecin    | 2015/16 (w.)      | Ekstraklasa         | 14    | 0      | 1      | 0      | 15    | 0      |
| Pogoń Szczecin    | Ogółem w Pogoni   | Ogółem w Pogoni     | 79    | 9      | 4      | 0      | 83    | 9      |
| Ratchaburi FC     | 2016              | Thai Premier League | 20    | 2      | 0      | 0      | 20    | 2      |
| Ogółem w karierze | Ogółem w karierze | Ogółem w karierze   | 114   | 16     | 4      | 0      | 118   | 16     |